# 勒库德赖马库阿尔
勒库德赖马库阿尔（法語：Le Coudray-Macouard，法語發音：[lə kudʁɛ makwaʁ] ⓘ）是法国曼恩-卢瓦尔省的一个市镇，属于索米尔区。

## 地理
勒库德赖马库阿尔（47°11'41"N, 0°7'10"W）面积13.4 平方千米，位于法国卢瓦尔河地区大区曼恩-卢瓦尔省，该省份为法国西部内陆省份，大致对应安茹地区，北起顺时针与马耶讷省、萨尔特省、安德尔-卢瓦尔省、维埃纳省、德塞夫勒省、旺代省、大西洋卢瓦尔省和伊勒-维莱讷省接壤。
与勒库德赖马库阿尔接壤的市镇（或旧市镇、城区）包括：图埃河畔阿尔塔讷、锡宰拉马德莱娜、库尔尚、迪斯特雷、蒙特勒伊贝莱、迪沃河畔圣瑞斯特。

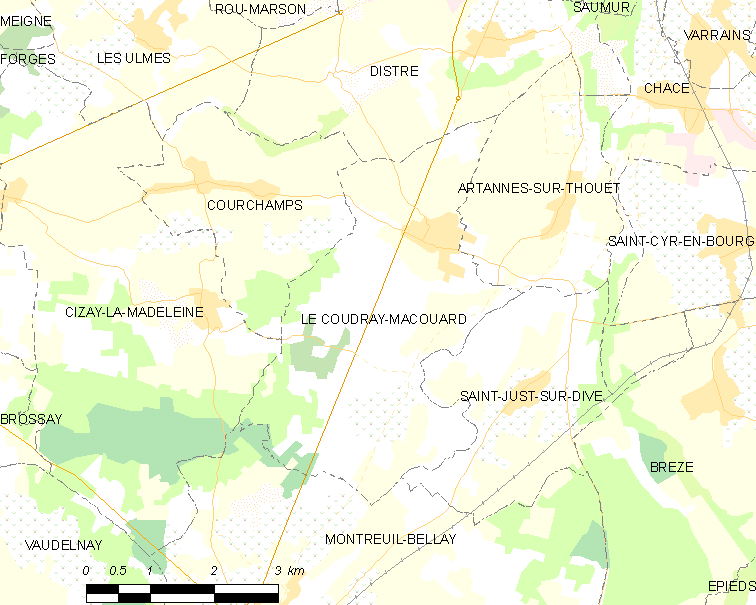
勒库德赖马库阿尔的OSM定位图

勒库德赖马库阿尔的时区为UTC+01:00、UTC+02:00（夏令时）。

## 行政
勒库德赖马库阿尔的邮政编码为49260，INSEE市镇编码为49112。

## 政治
勒库德赖马库阿尔所属的省级选区为安茹地区杜埃县。

## 人口

1962-2008年间勒库德赖马库阿尔人口变化图示

勒库德赖马库阿尔于2022年1月1日时的人口数量为935人。